# Oswaldo Trigueiro de Albuquerque Mello

Oswaldo Trigueiro de Albuquerque Mello (1964)

Oswaldo Trigueiro de Albuquerque Mello (* 2. Januar 1905 im Municipio Alagoa Grande, Paraíba; † 30. Juli 1989 in Rio de Janeiro) war ein brasilianischer Diplomat, Jurist und Politiker.

## Leben
Oswaldo Trigueiro de Albuquerque Mello war der Sohn von América Trigueiro de Albunquerque Milleo und Francisco Oswaldo Trigueiro de Albuquerque Mello. Er erlangte sein Abitur am Colégio Pio X, in João Pessoa. Im November 1924 schloss er ein Studium der Rechtswissenschaften an der Universidade Federal de Pernambuco in Recife ab. Von 1925 bis 1929 lebte er in Teófilo Ottoni, Bundesstaat Minas Gerais, wo er als Bezirksstaatsanwalt, Inspektor der Sekundarstufe und Rechtsanwalt fungierte. 1930 unterstützte er in Paraíba die Wahlkampagne von Júlio Prestes zum Präsidenten. Ab 1931 betrieb er in Rio de Janeiro Lobbyarbeit. 1934 wurde er Secretário do Instituto dos Advogados do Rio de Janeiro (Standesvereinigung der Rechtsanwälte) und konnte zu seinen Klienten Unternehmen wie Souza Cruz (Tabakindustrie) zählen. Von 1936 bis 1937 war er Bürgermeister von João Pessoa. Von 1939 bis 1940 studierte er an der University of Michigan und erwarb den Master der Politikwissenschaft.
Von 1941 bis 1945 engagierte er sich in verschiedenen Ständevereinigungen von Rechtsanwälten in Rio de Janeiro und Paraíba. 1945 unterstützte er die Präsidentschaftskandidatur von Eduardo Gomes in Paraíba. Am 19. Januar 1947 wurde er zum Gouverneur von Paraíba gewählt, wurde am 6. März 1947 eingeschworen und trat am 30. Juni 1950 zurück.
Von 1951 bis 1954 saß er für die União Democrática Nacional im Kongress des Bundesstaates Paraiba und war dort Mitglied in den Ausschüssen für Justiz und Diplomatie. Von 2. November 1954 bis 31. Januar 1958 war er Botschafter in Jakarta, Indonesien. Von 1957 bis 1960 leitete er das Instituto Brasileiro de Relações Internacionais das die Revista Brasileira de Política Internacional herausgab.
1960 zog er nach Brasilia, wo er von 1961 bis 1965 dem obersten Wahlgericht angehörte.
Im Rahmen der Operação Brother Sam wurde er im April 1964 zum Generalstaatsanwalt berufen. Mit einem Dekret von 16. November 1965 ernannte ihn Humberto Castelo Branco zum Vorsitzenden des Obersten Gerichtshofs. Mit einem Dekret vom 3. Januar 1975 wurde er in den Ruhestand versetzt.